# Laguna Petenchel
Laguna Petenchel är en sjö i Guatemala.   Den ligger i departementet Petén, i den norra delen av landet, 260 km norr om huvudstaden Guatemala City. Laguna Petenchel ligger 116 meter över havet. Arean är 0,51 kvadratkilometer. Den ligger vid sjön Lake Petén Itzá. I omgivningarna runt Laguna Petenchel växer i huvudsak städsegrön lövskog. Den sträcker sig 1,2 kilometer i nord-sydlig riktning, och 1,0 kilometer i öst-västlig riktning.